# 马鹿塘乡
马鹿塘乡是中国云南省昆明市禄劝彝族苗族自治县下辖的一个乡。

## 行政区划
马鹿塘乡共辖10个行政村，分别是：
马鹿塘村、石门砍村、老木德村、麻科作村、赊角村、新槽村、通龙村、普德村、撒马基村、普福村。